# Tomás Pozzo
Tomás Agustín Pozzo Fernández (27 de septiembre de 2000) es un futbolista profesional argentino que juega como Mediocampista para Godoy Cruz.

## Carrera

### Independiente
Pozzo inició su carrera de inferiores con el Club Atlético Calzada, antes de firmar para Banfield a los ocho años, etapa que duraría hasta sus catorce años. Después de dejar a Banfield, Pozzo se unió Independiente. Fue promovido al primer equipo en noviembre de 2020 bajo el mando del entrenador Lucas Pusineri; habiendo firmado su primer contrato profesional en el enero anterior. Pozzo debutó el 21 de noviembre en un partido contra Central Córdoba en el Copa de la Liga Profesional, reemplazando Andrés Roa con doce minutos restantes en el partido.

### Godoy Cruz
A fines de 2023, independiente vendió a Pozzo por 1.000.000 de dólares a Godoy Cruz.

## Estadísticas
Actualizado al último partido disputado el 14 de septiembre de 2023
| Club          | Div.          | Temporada     | Liga  | Liga  | Copas nacionales | Copas nacionales | Copas internacionales | Copas internacionales | Total | Total |
| Club          | Div.          | Temporada     | Part. | Goles | Part.            | Goles            | Part.                 | Goles                 | Part. | Goles |
| ------------- | ------------- | ------------- | ----- | ----- | ---------------- | ---------------- | --------------------- | --------------------- | ----- | ----- |
| Independiente | 1.ª           | 2020          | —     | —     | 1                | 0                | —                     | —                     | 1     | 0     |
| Independiente | 1.ª           | 2021          | 14    | 0     | —                | —                | 1                     | 0                     | 15    | 0     |
| Independiente | 1.ª           | 2022          | 19    | 0     | 14               | 3                | 6                     | 1                     | 39    | 4     |
| Independiente | 1.ª           | 2023          | 5     | 0     | 3                | 0                | —                     | —                     | 8     | 0     |
| Independiente | Total club    | Total club    | 38    | 0     | 18               | 3                | 7                     | 0                     | 63    | 4     |
| Total carrera | Total carrera | Total carrera | 38    | 0     | 18               | 3                | 7                     | 0                     | 63    | 4     |